# The Saint Paul Hotel
The Saint Paul Hotel est un hôtel américain situé à Saint Paul, dans le Minnesota. Installé dans un bâtiment construit en 1910, il est membre des Historic Hotels of America depuis 1991.